# SMS Kaiser Wilhelm der Grosse
O SMS Kaiser Wilhelm der Grosse foi um couraçado pré-dreadnought operado pela Marinha Imperial Alemã e a terceira embarcação da Classe Kaiser Friedrich III, depois do SMS Kaiser Friedrich III e SMS Kaiser Wilhelm II, seguido pelo SMS Kaiser Karl der Grosse e SMS Kaiser Barbarossa. Sua construção começou em janeiro de 1898 nos estaleiros da Germaniawerft e foi lançado ao mar em junho de 1899, sendo comissionado em maio de 1901. Era armado com uma bateria principal composta por quatro canhões de 238 milímetros montados em duas torres de artilharia duplas, tinha um deslocamento de mais de onze mil toneladas e alcançava uma velocidade máxima de dezessete nós.
O Kaiser Wilhelm der Grosse teve os primeiros anos de carreira tranquilos e sem grandes incidentes, servindo na principal frota alemã, e durante este período ocupou-se principalmente de exercícios e manobras de rotina e também cruzeiros para portos estrangeiros no Mar do Norte e Mar Báltico. Passou por uma reconstrução entre 1908 e 1910 e depois disso foi colocado na reserva. Com o início da Primeira Guerra Mundial em 1914 foi usado inicialmente como navio de defesa de costa, porém no ano seguinte foi reduzido para deveres secundários, primeiro como depósito em Kiel e depois alvo de tiro. Com o fim da guerra foi tirado de serviço em 1919 e desmontado em 1920.